# David Computer Profi 203
David Computer PROFI 203 (PROFI 203) је кућни рачунар фирме David Computer који је почео да се производи у Немачкој током 1983. године.
Користио је 16-битну Fairchild 9445 микропроцесорску јединицу а RAM меморија рачунара је имала капацитет од 128 KB (до 320 KB). 
Као оперативни систем кориштен је MIDOS.

## Детаљни подаци
Детаљнији подаци о рачунару PROFI 203 су дати у табели испод.
|                       |                       |
| [ 1 ]                 |                       |
| Произвођач            |                       |
| Тип                   | кућни рачунар         |
| Меморија              | 128 (до 320 )         |
| Поријекло             | Немачка               |
| Година                | 1983                  |
| Тастатура             | непознато             |
| Процесор              | 16-битни 9445         |
| Фреквенција процесора | непознато             |
| RAM                   | 128 (до 320 )         |
| ROM                   | непознато             |
| Текст                 | 80 x 25               |
| Графика               | непознато             |
| Боја                  | монохроматски display |
| Звук                  | непознато             |
| Димензије             | непознато             |
| Портови               |                       |
| Оперативни систем     |                       |